# Brouwerij Jopen
Brouwerij Jopen is een Nederlandse brouwerij uit Haarlem die is voortgekomen uit de in 1992 opgerichte Stichting Haarlems Biergenootschap en sinds december 1996 is omgezet in het bedrijf Jopen BV. Jopen beschikte tot 2010 niet over een eigen brouwerij maar maakte gebruik van de faciliteiten van andere brouwerijen. De naam Jopen is ontleend aan de vaten van 112 liter waarin vroeger het Haarlemse bier werd vervoerd.

## Geschiedenis
De "Stichting Haarlems Biergenootschap" had bij de oprichting in 1992 als doelstelling de traditionele bieren van Haarlem opnieuw op de markt te brengen en te promoten. Twee "recepten" (brouwerskeuren), gevonden in het Haarlemse stadsarchief, werden bruikbaar gevonden om opnieuw te gaan brouwen. Een recept uit 1407 leverde Koyt op, een gruitbier. Uit 1501 stamde het recept voor het bier dat als Hoppenbier op de markt kwam. In 1994 konden beide bieren bij de gelegenheid van het 750-jarig bestaan van de stad worden gepresenteerd. In 1999 werd Adriaan aan het gamma toegevoegd, een lichtere versie van de Koyt. Meer recente aanwinsten zijn Vier granen bokbier, Lentebier en Extra Stout. Ter gelegenheid van Stripdagen Haarlem brengt Jopen elke twee jaar een Stripbier op de markt; het recept van dit bier wordt telkens samengesteld volgens de ideeën van een striptekenaar die tevens de opdruk van de fles ontwerpt.
Tot eind 1996 werden de bieren van Jopen gebrouwen bij De Halve Maan in Hulst, daarna werd gebruikgemaakt van de brouwerij van La Trappe in Berkel-Enschot. Vanaf 2001 werden de bieren gebrouwen bij Van Steenberge in het Belgische Ertvelde. Vanaf 2004 werden de bieren gebrouwen bij de Proefbrouwerij in Lochristi.
Sinds 11 november 2010 is de Jopenkerk Haarlem geopend in het Raakskwartier, in het centrum van Haarlem. In deze voormalige Vestekerk worden de Jopenbieren gebrouwen en is er een café- en restaurantfunctie. Hiermee is een einde gekomen van de periode van leenbrouw en wordt Jopenbier daadwerkelijk weer in Haarlem gebrouwen.
In 2015 heeft de brouwerij Jopen de Hoofdvaartkerk in Hoofddorp gekocht. Sinds 11 november 2015 is hier een destilleerderij, restaurant en proeflokaal onder de naam Jopenkerk Hoofddorp. Deze locatie sloot per 1 januari 2019 wegens tegenvallende bezoekersaantallen.
In november 2019 werd het vernieuwde logo geïntroduceerd. op het eerdere logo was nog de Vestenerk in Haarlem te zien. Het nieuwe logo werd ontworpen door Rob van Heetum, ter gelegenheid van het 25-jarig bestaan van het bedrijf en diende daarnaast ter verjonging van het beeldmerk om ze beter aan te sluiten op de leeftijdsgroep de millennials.

## Bieren

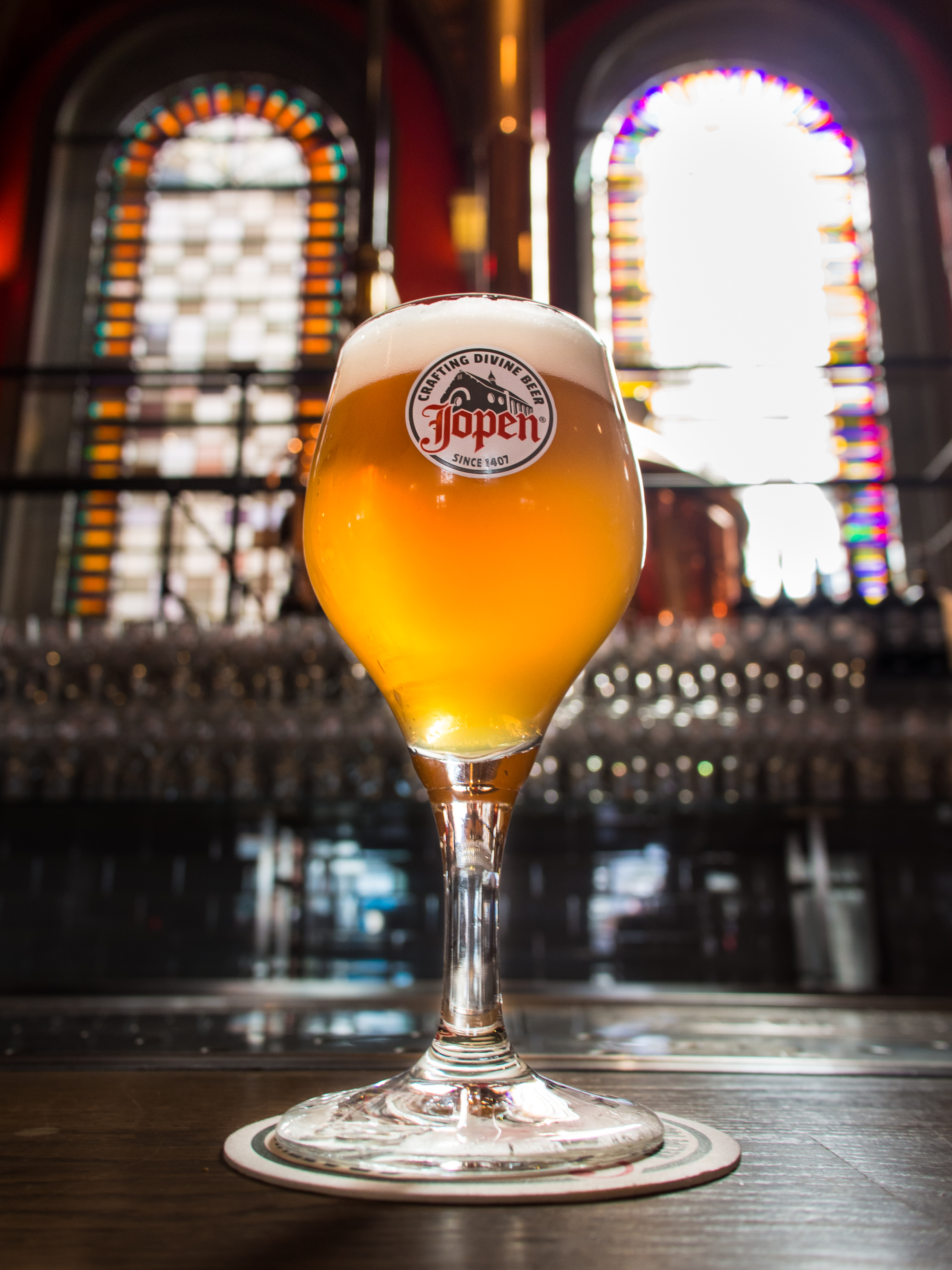
Lentebier in een glas met het oude logo van Jopen binnen in de Jopenkerk

### Vast assortiment
- Jopen Hoppenbier, historisch hoppenbier, recept uit 1501, 6,8%
- Jopen Koyt, historisch kruidig gruitbier, recept uit 1407, 8,5%
- Jopen Jacobus RPA, rogge pale ale, 5,3%
- Jopen Adriaan, licht gruitbier, 5%
- Jopen Extra Stout, extra stout, 5,5%
- Jopen Gerstebier, Kolsch, 4,5%
- Jopen Trinitas Tripel, tripel, 9%
- Jopen Ongelovige Thomas, Imperial Quadrupel, 10%
- Jopen Malle Babbe, Dunkelweizen, 5%
- Jopen Mooie Nel, IPA, 6,5%
- Jopen Hop zij met ons, Glutenvrije IPA, 6%
- Jopen Life's a Beach, Session IPA, 4,5%
- Jopen Craft Pilsner, Lager, 4,7%

### Seizoensbieren
- Jopen 4-Granen Bok, bokbier gemaakt van 4 soorten graan, 6,5%
- Jopen Lentebier, lentebier, 7%
- Jopen Johannieter, dubbelbok, 9%
- Jopen Witte Rook, Rauch Helles Weizenbock, 7%
- Jopen Meesterstuk, Russian imperial stout, 10%